# Frilandshibiskus
Frilandshibiskus (Hibiscus syriacus) är en lövfällande buske ur familjen malvaväxter från Sydkorea. Arten används som prydnadsväxt. Den är härdig i södra Sverige på friland upp till växtzon II.
Bildar buskar på 1-3 m. Bladen är 2.5-9 cm långa, 1.5-5 cm breda, rombiskt elliptiska, oregelbundet tandade, spetiga, hela till treflikiga, bladskaft 0.5-3,5 cm långa. Blommorna sitter ensamma i bladvecken, stora, enkel- eller fylldblommiga. Ytterfoder med 6-8 flikar. Fodret är gulaktigt och flikigt från mitten.  Kronan blir 4-5 cm i diameter, vit till rosa eller blåviolett, vanligen med mörk basfläck. Arten blommar under sensommaren och hösten i Sverige.

## Sorter
Mängder av namnsorter har selekterats fram genom åren. Se lista över frilandshibiskus-sorter.